# Эрнандес, Эдуардо (вратарь)
Ху́лио Эдуа́рдо Эрна́ндес Фуэ́нтес (исп. Julio Eduardo Hernández Fuentes; род. 31 января 1958) — сальвадорский футболист, играл на позиции вратаря, участник чемпионата мира 1982 года.

## Биография

### Клубная карьера
Эрнандес начал карьеру в клубе «Альянса», за который играл в течение одного сезона.
В 1977 году Эрнадес перешёл в «Сантьягеньо», с которым связана его основная футбольная карьера. В составе этой команды Эрнандес отыграл шесть сезонов, став основным вратарём этого клуба, который в 1980 году выиграл первый в истории чемпионский титул.
В 1983 году Эрнандес перешёл в «АДЕТ», в котором играл два сезона и в 1985 году завершил карьеру в возрасте 27 лет.

### Карьера в сборной
В составе сборной Сальвадора принимал участие на чемпионате мира 1982 года, но на турнире был запасным вратарём, проиграв конкуренцию основному вратарю Луису Геваре Море. Всего за сборную Сальвадора сыграл 5 матчей.

## Достижения
«Сантьягеньо»
- Чемпион Сальвадора (1) : 1979/80